# Kent Kennan
Kent Wheeler Kennan (18. april 1913 i Milwaukee, Wisconsin, USA – 1. november 2003 i Austin, Texas) var en amerikansk komponist, lærer, professor og forfatter.
Kennan startede med orgel, klaver og teoristudier på University of Michigan. Han vandt prix de Rome som 23 årig, som gav ham anledning til studier i tre år i Italien på American Academy of Rom.
Kennan har skrevet orkestermusik , såsom 1 symfoni , og musik til kammerensembler. 
Han er blevet meget kendt for sine teoribøger Counterpoint, og The Technique of Orchestration, som bliver meget brugt på konservatorier og universiteter Verden over.

## Udvalgte værker
- Symfoni nr. 1 (1936) - for orkester
- "Tre stykker" (1936) - for orkester
- Sonate (1956, Rev. 1986) - for trompet og klaver
- "Klagesang" (1939) - for orkester
- "Elegi (1988) - for obo og kammerorkester
- "Luft ballet" (1939) - for orkester